# Görögország az 1956. évi nyári olimpiai játékokon
Görögország az ausztráliai Melbourne-ben és a svédországi Stockholmban megrendezett 1956. évi nyári olimpiai játékok egyik részt vevő nemzete volt. Az országot az olimpián 5 sportágban 13 sportoló képviselte, akik összesen 1 érmet szereztek.

## Érmesek
| Érem  | Versenyző           | Sportág  | Versenyszám    |
| ----- | ------------------- | -------- | -------------- |
| Bronz | Jeórjiosz Rumbánisz | Atlétika | Férfi rúdugrás |

## Atlétika
Férfi
| Versenyző                | Versenyszám    | Előfutam | Előfutam | Elődöntő | Elődöntő | Döntő   | Döntő    |
| Versenyző                | Versenyszám    | Idő      | Hely.    | Idő      | Hely.    | Idő     | Helyezés |
| ------------------------ | -------------- | -------- | -------- | -------- | -------- | ------- | -------- |
| Dimitrios Konstantinidis | 800 m          | 1:52,7   | 5.       | kiesett  | kiesett  | kiesett | kiesett  |
| Evangelos Depastas       | 800 m          | 1:53,1   | 3.       | 1:52,0   | 8.       | kiesett | kiesett  |
| Evangelos Depastas       | 1500 m         | 3:52,0   | 7.       |          |          | kiesett | kiesett  |
| Georgios Papavasileiou   | 1500 m         | 3:57,0   | 9.       |          |          | kiesett | kiesett  |
| Georgios Papavasileiou   | 3000 m akadály | 8:55,6   | 8.       |          |          | kiesett | kiesett  |
| Ioannis Kambadelis       | 110 m gát      | 15,1     | 5.       | kiesett  | kiesett  | kiesett | kiesett  |
| Ioannis Kambadelis       | 400 m gát      | 53,7     | 2.       | 53,8     | 6.       | kiesett | kiesett  |

| Versenyző            | Versenyszám | Selejtező | Selejtező | Döntő    | Döntő    |
| Versenyző            | Versenyszám | Eredmény  | Helyezés  | Eredmény | Helyezés |
| -------------------- | ----------- | --------- | --------- | -------- | -------- |
| Jeórjiosz Rumbánisz  | Rúdugrás    | 415 cm    | =5.       | 450 cm   |          |
| Jeórjiosz Cakaníkasz | Súlylökés   | 15,99 m   | 7.        | 16,56 m  | 8.       |

## Birkózás
Kötöttfogású
| Versenyző            | Versenyszám | 1. forduló                | 1. forduló | 1. forduló | 2. forduló               | 2. forduló | 2. forduló | 3. forduló                          | 3. forduló | 3. forduló | 4. forduló        | 4. forduló | 4. forduló | 5. forduló        | 5. forduló | 5. forduló | Döntő             | Döntő   | Döntő   | Helyezés    |
| Versenyző            | Versenyszám | Ellenfél Eredmény         | Pont       | Hely.      | Ellenfél Eredmény        | Pont       | Hely.      | Ellenfél Eredmény                   | Pont       | Hely.      | Ellenfél Eredmény | Pont       | Hely.      | Ellenfél Eredmény | Pont       | Hely.      | Ellenfél Eredmény | Pont    | Hely.   | Helyezés    |
| -------------------- | ----------- | ------------------------- | ---------- | ---------- | ------------------------ | ---------- | ---------- | ----------------------------------- | ---------- | ---------- | ----------------- | ---------- | ---------- | ----------------- | ---------- | ---------- | ----------------- | ------- | ------- | ----------- |
| Andóniosz Jeorgúlisz | +87 kg      | Joseph Zammit (AUS) · 3-0 | 1          | =2.        | Hamit Kaplan (TUR) · 0-3 | 4          | =6.        | Adelmo Bulgarelli (ITA) · kétvállas | 7          | 7.         | kiesett           | kiesett    | kiesett    | kiesett           | kiesett    | kiesett    | kiesett           | kiesett | kiesett | helyezetlen |

Szabadfogású
| Versenyző         | Versenyszám | 1. forduló                      | 1. forduló | 1. forduló | 2. forduló        | 2. forduló | 2. forduló | 3. forduló        | 3. forduló | 3. forduló | 4. forduló        | 4. forduló | 4. forduló | 5. forduló        | 5. forduló | 5. forduló | 6. forduló        | 6. forduló | 6. forduló | Döntő             | Döntő   | Döntő   | Helyezés    |
| Versenyző         | Versenyszám | Ellenfél Eredmény               | Pont       | Hely.      | Ellenfél Eredmény | Pont       | Hely.      | Ellenfél Eredmény | Pont       | Hely.      | Ellenfél Eredmény | Pont       | Hely.      | Ellenfél Eredmény | Pont       | Hely.      | Ellenfél Eredmény | Pont       | Hely.      | Ellenfél Eredmény | Pont    | Hely.   | Helyezés    |
| ----------------- | ----------- | ------------------------------- | ---------- | ---------- | ----------------- | ---------- | ---------- | ----------------- | ---------- | ---------- | ----------------- | ---------- | ---------- | ----------------- | ---------- | ---------- | ----------------- | ---------- | ---------- | ----------------- | ------- | ------- | ----------- |
| Spyros Defteraios | 87 kg       | Gerry Martina (IRL) · kétvállas | 3          | =7.        | visszalépett      | 3          | 12.        | kiesett           | kiesett    | kiesett    | kiesett           | kiesett    | kiesett    | kiesett           | kiesett    | kiesett    | kiesett           | kiesett    | kiesett    | kiesett           | kiesett | kiesett | helyezetlen |

## Evezés
| Versenyző            | Versenyszám  | Előfutam | Előfutam | Vigaszág | Vigaszág | Elődöntő | Elődöntő | Döntő   | Döntő   | Helyezés    |
| Versenyző            | Versenyszám  | Idő      | Hely.    | Idő      | Hely.    | Idő      | Hely.    | Idő     | Hely.   | Helyezés    |
| -------------------- | ------------ | -------- | -------- | -------- | -------- | -------- | -------- | ------- | ------- | ----------- |
| Nikos Hatzigiakoumis | Egypárevezős | 7:51,5   | 4.       | 11:00,4  | 2.       | kiesett  | kiesett  | kiesett | kiesett | helyezetlen |

## Sportlövészet
Férfi
| Versenyző          | Versenyszám          | Döntő | Döntő    |
| Versenyző          | Versenyszám          | Pont  | Helyezés |
| ------------------ | -------------------- | ----- | -------- |
| Vangelis Chrysafis | Gyorstüzelő pisztoly | 553   | 21.      |
| Joánisz Kúcisz     | Trap                 | 175   | 12.      |

## Vitorlázás
Nyílt
| Versenyző                  | Versenyszám | Futam | Futam | Futam | Futam | Futam | Futam | Futam | Pontszám | Helyezés |
| Versenyző                  | Versenyszám | 1     | 2     | 3     | 4     | 5     | 6     | 7     | Pontszám | Helyezés |
| -------------------------- | ----------- | ----- | ----- | ----- | ----- | ----- | ----- | ----- | -------- | -------- |
| Spyros Bonas Stelios Bonas | Sharpie     | 261   | 136   | 215   | (0)   | 215   | 136   | 174   | 1137     | 12.      |